# 李秋水
李秋水是金庸小說《天龍八部》角色，逍遙子三弟子，西夏皇太妃。为天山童姥的師妹兼情敵及仇人，無崖子的師妹兼妻子，西夏開國皇帝李元昊之妻子之一，現任西夏皇帝之母，西夏银川公主李清露的祖母，為本書主角之一一虛竹的師叔兼岳丈母，王语嫣的外婆，王夫人李青萝的母亲，「聰辯先生」蘇星河的師叔、「星宿老怪」丁春秋的師叔兼情婦，函谷八友的師叔祖。武功極高，內力深厚，已臻化境。為金庸小說中武功絕頂的高手之一，主修小無相功。
李秋水全身白色衣衫，眉目甚美，聲音甚是輕柔婉轉，外貌如四十歲，容貌頗年輕，被天山童姥以利刃在臉上毀容，造成右眼突出，左邊嘴微微歪斜，身形苗條婀娜，所以披上一塊面紗，臉上隱約看見一條長長的（血）傷痕，輕風動裾，飄飄若仙。生性水性杨花，到處勾三搭四，情愛不專，只喜歡英俊瀟灑的男子。

## 生平
李秋水是逍遙派祖師逍遙子三弟子。師兄和丈夫是無崖子，師姊是天山童姥，師姪是「聰辯先生」蘇星河、「星宿老怪」丁春秋和本書主角之一虛竹，師姪孫是函谷八友。
與無崖子所生女兒是王夫人李青蘿，外孫女是王語嫣。另一丈夫是西夏開國皇帝李元昊，兒子是西夏現任皇帝，孫女是銀川公主李清露。
李秋水武功造詣非凡，已達登峰造極的境界，於電光火石之瞬間砍斷天山童姥的姆指和左腿腳筋，奪去被童姥拿到的逍遙派掌門之物「七寶指環」，並以掌力震飛童姥。是小說數一數二的頂尖高手，功力比掌門師兄無崖子和師姊天山童姥略遜。
李秋水與師姐天山童姥同對同門師兄無崖子有着情愛糾葛。
其師“小無相功”只傳了李秋水一人，是她的防身神功，威力極強，當年童姥數次加害，李秋水皆靠“小無相功”保住性命。而她亦把此功傳給無崖子，獲無崖子私傳和習得北冥神功。
李秋水因和師姐天山童姥同時愛上了無崖子而爭鬥不止。
李秋水在天山童姥26歲練功關鍵之際干擾，使天山童姥終身身如女童, 二人因而決裂，此時開始兩人結下仇恨和樑子，並爭鬥不止，雙方以不同方式打擊對方。
李秋水與無崖子兩人生了愛女王夫人李青蘿後，共居大理無量山「瑯嬛福地」中，在山洞內藏有普天下各路的武功，師兄妹情深愛重，時而月下對劍，時而花前賦詩，歡好彌篤。
作為對李秋水報復之一，天山童姥常向其丈夫無崖子說他的壞話，挑撥離間，並監視其生活。
但無崖子於琴棋書畫、醫卜星象皆所涉獵，所務既廣，對李秋水不免疏遠，兩人因此不時爭吵。無崖子某日拾到一塊玉石，並按李秋水胞妹的樣貌（當時無崖子自以為是李秋水的樣貌）打造一尊玉像，玉像完成後，無崖子便沉迷於玉像，對李秋水更加冷落。
李秋水因此心感不快，找來許多美男子作樂，無崖子一氣之下離開了她。心灰意冷之下，打算向無崖子報復，巧恰師兄無崖子之徒丁春秋背叛師門，打算謀害無崖子，因此與師姪丁春秋勾結，有着私情，及後此事被師姊天山童姥揭發。因此决定先發制人，丁春秋與她突然發難，與其合力先向無崖子下毒，後又合力把無崖子打落懸崖，但李秋水不忍下毒手和良心發現，並阻止其進一步加害無崖子，拉著其離開。
這事之後，李秋水和丁春秋帶大理無量山「瑯嬛福地」山洞中的武功秘籍和自己與無崖子所生的女兒王夫人李青蘿到蘇州，並要她叫丁春秋爹爹，丁春秋亦收李秋水之女為養女。
後來李秋水獨自前往西夏，當上西夏景宗李元昊的妃嬪。多年後，李秋水成為西夏皇太妃，作为另一次报复，天山童姥潜入西夏王宫，在李秋水脸上用利刃划了个“井”字，弄至她毁容，两人至此仇深似海，互相正式地進行致命的報復，雙方進入報復的精神迷途。
李秋水因气愤在無量山「瑯嬛福地」留下了逍遥派的“北冥神功”和“凌波微步”，要求学习的人杀光所有逍遥派的弟子。后来大理国镇南王世子段誉无意闯入，习得这两门绝技。
李秋水在書中出現時已為西夏的太妃，趁天山童姥返老還童武功盡失時，找她報毀容之仇和了結情愛瓜葛。李秋水武功奇高，電光石火間便砍斷天山童姥的姆指和左腿，奪去被童姥拿到的逍遙派掌門之物「七寶指環」，並以掌力震飛童姥，但童姥被虛竹所救，二人逃往西夏皇宮，李秋水則找了他們近三個月。
後來在天山童姥即將完全恢復功力之時，李秋水找到她和虛竹，在西夏皇宮冰窖中兩人仍不斷相鬥，兩人鬥得勢均力敵，難分難解，最後雙方均重傷，後以虛竹為媒介，企圖用內力攻敵來同歸於盡，此時李秋水把八十多年的功力全傳到虛竹身上。惡鬥期間亦得知虚竹是無崖子的關門弟子。
翌日李秋水與天山童姥被虛竹帶離皇宮，把她們安置在興州城郊外，此時天山童姥的手下趕到，武功全失的李秋水自知不敵他們，便先以龜息功閉氣裝死，在天山童姥死後才醒來，不久李秋水得知無崖子（潛意識）的心上人是自己妹妹之後悽然逝世。虛竹把她與童姥合葬於靈鷲宮中。

## 武功
白虹掌力
左掌拍出，右掌一帶，曲直如意，左掌之力繞過東西身畔，向對手攻去。
寒袖拂穴
衣袖輕拂，對手雙膝腿彎登時一麻，全身气血逆行，立時便翻倒于地。
傳音搜魂大法
扰亂對手的心神，控制對手的行動。
凌波微步
依照周易六十四卦的方位而演變的武功步法，步法甚怪，須得憑空轉一個身或躍前縱後、左竄右閃，方合於捲上的步法，禦敵對陣時只需按六十四卦步法行走而無需顧忌對手的存在，是一種我行我素、天馬行空的上乘功夫。另外凌波微步是以動功修習內功，腳步踏遍六十四卦一個周天，內息自然而然的也轉了下個周天，因此每走一遍，內力便有一分進益。
小無相功
威力强大，其主要特点是不着形相，无迹可寻，拥有不知名的保命特性，以及促进练武的能力。原文出处：“原来虚竹背诵歌诀之时，在许多难关上都迅速通过，倒背时尤其显得流畅，童姥猛地里想起，那定是修习了“小无相功”之故。她与无崖子、李秋水三人虽是一师相传，但各有各的绝艺，三人所学颇不相同，那“小无相功”师父只传了李秋水一人，是她的防身神功，威力极强，当年童姥数次加害，李秋水皆靠“小无相功”保住性命。另外，小無相功可以催動天下任何招式。
北冥神功
使用之後可以對目標發動吞噬天地的一擊，對其內力造成大量傷害，並使部分傷害轉化為自己的內力，內力既厚，天下武功無不為我所用，猶如北冥，大舟小舟無不載，大魚小魚無不容，能夠容納幾千里的大魚必定是非常廣闊的海洋，因而北冥神功正是寓含了廣大恢宏之意，也體現了神功的威力。

## 相關人物
|        |        |        |        |        |        |      |      |        |        |        |        | 無崖子 | 無崖子 | 無崖子 | 無崖子 | 無崖子          | 無崖子          |                 |                 | 李秋水          | 李秋水          | 李秋水 | 李秋水 | 李秋水 | 李秋水 |        |        |        |        |  |  |        |        |        |        |        |        |
|        |        |        |        |        |        |      |      |        |        |        |        | 無崖子 | 無崖子 | 無崖子 | 無崖子 | 無崖子          | 無崖子          |                 |                 | 李秋水          | 李秋水          | 李秋水 | 李秋水 | 李秋水 | 李秋水 |        |        |        |        |  |  |        |        |        |        |        |        |
|        |        |        |        |        |        |      |      |        |        |        |        |        |        |        |        |                 |                 |                 |                 |                 |                 |        |        |        |        |        |        |        |        |  |  |        |        |        |        |        |        |
|        |        |        |        |        |        |      |      |        |        |        |        |        |        |        |        |                 |                 |                 |                 |                 |                 |        |        |        |        |        |        |        |        |  |  |        |        |        |        |        |        |
| 段延慶 | 段延慶 | 段延慶 | 段延慶 | 段延慶 | 段延慶 |      |      | 刀白鳳 | 刀白鳳 | 刀白鳳 | 刀白鳳 | 刀白鳳 | 刀白鳳 |        |        | 李青萝 (王夫人) | 李青萝 (王夫人) | 李青萝 (王夫人) | 李青萝 (王夫人) | 李青萝 (王夫人) | 李青萝 (王夫人) |        |        | 段正淳 | 段正淳 | 段正淳 | 段正淳 | 段正淳 | 段正淳 |  |  | 段正明 | 段正明 | 段正明 | 段正明 | 段正明 | 段正明 |
| 段延慶 | 段延慶 | 段延慶 | 段延慶 | 段延慶 | 段延慶 |      |      | 刀白鳳 | 刀白鳳 | 刀白鳳 | 刀白鳳 | 刀白鳳 | 刀白鳳 |        |        | 李青萝 (王夫人) | 李青萝 (王夫人) | 李青萝 (王夫人) | 李青萝 (王夫人) | 李青萝 (王夫人) | 李青萝 (王夫人) |        |        | 段正淳 | 段正淳 | 段正淳 | 段正淳 | 段正淳 | 段正淳 |  |  | 段正明 | 段正明 | 段正明 | 段正明 | 段正明 | 段正明 |
|        |        |        |        |        |        |      |      |        |        |        |        |        |        |        |        |                 |                 |                 |                 |                 |                 |        |        |        |        |        |        |        |        |  |  |        |        |        |        |        |        |
|        |        |        |        | 段譽   | 段譽   | 段譽 | 段譽 | 段譽   | 段譽   |        |        |        |        |        |        |                 |                 |                 |                 | 王語嫣          | 王語嫣          | 王語嫣 | 王語嫣 | 王語嫣 | 王語嫣 |        |        |        |        |  |  |        |        |        |        |        |        |
|        |        |        |        | 段譽   | 段譽   | 段譽 | 段譽 | 段譽   | 段譽   |        |        |        |        |        |        |                 |                 |                 |                 | 王語嫣          | 王語嫣          | 王語嫣 | 王語嫣 | 王語嫣 | 王語嫣 |        |        |        |        |  |  |        |        |        |        |        |        |

1. ↑  陳, 墨. . 遠流. 2005. ISBN 9789573255994.
2. ↑  陳, 廣隆. . 聯合. 2019. ISBN 9789888618002.

## 影視形象

### 劇集
- 黎少芳：香港無綫電視《天龍八部》（1982年）
- 宋岡陵：台灣中視《天龍八部》（1990年）
- 蘇恩磁：香港無線電視《天龍八部》（1997年）
- 謝雨欣：江蘇省廣播電視總台、九洲音像出版公司聯合出品《天龍八部》（2003年）
- 賈靜雯：中國華策影視、東陽大千影視聯合出品《天龍八部》（2013年）
- 孟麗：中國新麗傳媒《新天龍八部》（2021年）

### 電影
- 林青霞：《新天龍八部之天山童姥》（1994年），永盛電影公司